# 安堂機器人
《安堂機械人》，是日本TBS電視台於2013年10月13日至2013年12月15日於周日劇場時段（21:00 - 21:54，JST）播出的電視連續劇，由木村拓哉主演。木村拓哉是繼（2003年）後首次和柴咲幸共演，且木村繼《美麗人生》、《夢想飛行Good Luck》、《華麗一族》、《南極大陸》後第5度主演TBS電視台周日劇場。台灣緯來日本台引進，劇名為《A.I.人工智慧男友》，於2013年10月19日起播出。

## 概要
故事講述大學教授物理學家沫嶋黎士（木村拓哉）被殺，兇手動機不明，兇手將他的未婚妻安堂麻陽（柴咲幸）列為下一個加害目標，就在這關鍵時刻，與黎士長的一模一樣的機器人安堂洛依德（木村拓哉）突然出現，以超越人類的能力為守護愛人而奮戰。

## 登場角色及演員陣容
☆是意圖奪取麻陽性命、與安堂洛依德對決的警用機型機器人。

### 東京帝國大學沫嶋研究室
| 演員                      | 角色       | 香港TVB配音 | 介紹 | 登場集數 |
| 大島優子 信太真妃（幼年） | 沫嶋七瀨   | 何璐怡      | 黎士的妹妹，東京帝國大學研究室的副教授。與哥哥同住。把麻陽當成自己的姐姐一樣看待。自從黎士知道殺人名單後，一直感到不安，本身亦有過度呼吸的症狀，因此在自己研究室裡備有解除症狀的藥物。是吸煙過敏。自小時候對父母與優秀的哥哥抱著嫉妒心，小學2年級時，非法入侵鐵路公司的列車運行控制系統，引發列車事故，父母因而死亡。神秘的美少女指責她是殺死哥哥的真兇。隨身攜帶著按摩商品。 | 全劇     |
| 傑西（Jesse）             | 江戶川斗夢 | 胡家豪      | 黎士的助手。 | 全劇     |
| 山本美月                  | 栗山薰     | 黃昕瑜      | 黎士的助手。初中至大學時參加選美比賽，連續11年獲得冠軍。 | 全劇     |
| 池田大                    | 倉田朝晴   | 黃積權      | 黎士的助手。 | 全劇     |

### 軟體公司「Enigma Engine」
麻陽工作的資訊科技公司。
| 演員       | 角色       | 香港TVB配音 | 介紹                                                                                                 | 登場集數 |
| 桐谷健太   | 星新造     | 張方正      | 麻陽的部下，公關部的系統工程師。喜歡麻陽。稱呼黎士為「老師」，現在也拿著那時從黎士那兒得到的打火機。 | 全劇     |
| 山口紗彌加 | 小松左京子 | 詹健兒      | 30歲，麻陽的部下。對新造似乎有好感。                                                                 | 全劇     |

### 警視廳
| 演員     | 角色      | 香港TVB配音 | 介紹 | 登場集數        |
| 平岡祐太 | 角城元    | 周良鴻      | 公安部的幹部。葦母的上司。真實身分是警用機型的機器人，型號：「CRXX III-1」。後為神秘的美少女終結之後，被莎普莉改造為布偶存活，以「角城元」的身分進入公安局。第8集莎普莉重生後，得以型號：「CRXX III-1R」復活。 - 註冊號： 001-0210-32198-7639-666-1 - 所屬： Section10， Division24，公共安全， Ward54，警察局。 - OS ： 白金。 - 安裝系統：滲流、省電、栩栩如生的3D全息投影。 - 特殊技能：洗腦、滲透、分析。 - 安裝語言： 英語、愛爾蘭語、威爾士語、埃及語、荷蘭語、克什米爾語、梵語、西西里語、瑞典語、韓國語、漢語、丹麥語、德語、土耳其語、芬蘭語、波蘭語、葡萄牙語、俄語、日語。 - 性別： 男 - 高度： 5.84英尺。 - 重量： 474磅。 - 頭髮顏色：黑。 - 眼睛顏色： 藍色。 | 第1、2、8－10集 |
| 遠藤憲一 | 葦母衣朔  | 葉振聲      | 公安部第仇課特殊捜查班刑事。小松左京子的父親，不願禁煙。 | 全劇            |
| 日野陽仁 | 富野好雪☆ | 朱子聰      | 公安部第仇課特殊捜查班刑事、葦母的部下。第5集被暗殺機械人調包成相同外貌的機器人，意圖謀害葦母、阿星和麻陽。後被殺害。 | 第1－5集        |
| 鶴見辰吾 | 幹谷總一  | 李錦綸      | 公安部的幹部，葦母的上司。與2113年的警察有來往。 | 第7－10集       |

### 其他
| 演員                                     | 角色                              | 香港TVB配音 | 介紹 | 登場集數        |
| 本田翼                                   | 莎普莉 （日語：サプリ） | 鄭麗麗      | 負責維修及監視安堂洛依德的機器人。從抽屜出現時，穿的是護士的服裝。口頭禪是「一呼喚我，我就跳出來！鏘鏘鏘鏘！」（緯來版字幕：「人家一找，我就出來了！」）非常喜歡照鏡子，十分自戀，第8集重生後，型號：「SRX-Lucky-7R」。與洛依德、納維屬同一部隊，唯一載入了感情程序的隊員，心中愛著洛依德。 | 第1－5，8－10集 |
| 桐谷美玲                                 | 神秘水手服美少女                  | 劉惠雲      | 穿著白色水手服的神秘少女。型號：「ARX IX-THE LAST QUEEN」。稱洛依德作哥哥，自稱是他的妹妹，並表示自身比洛依德強大得多，是世上最強的終極智能機械人。 | 第1－2，4－10集 |
| 名取裕子                                 | 安堂景子                          | 蔡惠萍      | 麻陽的母親。 | 第1－2、6、10集 |
| 福田彩乃                                 | 拉普拉斯☆                         | 羅杏芝      | 型號「CRX III-7」，來自2113年的機器人。射殺黎士後，密謀奪取麻陽的性命。主要任務是修正過去的歷史、將認定不該存在的人物予以肅清。 | 第1集           |
| 矢部謙次                                 | 浦池典雄                          | 劉昭文      | 每朝新聞記者。 | 第1集           |
| 堀聰志                                   | 御法川忠雄                        |             | 東京帝國大學物理學者。死亡時間：2013年10月7日上午10:03，地點：新宿。在黎士被射殺之前遇害。 | 第1集           |
| 柿澤勇人                                 | 巴魯斯                            | 李鎮然      | 隱身型機器人，臉型與體型幾乎一模一樣的機器人。 | 第2集           |
| 柿澤勇人                                 | 居里☆                             | 李鎮然      | 隱身型機器人，臉型與體型幾乎一模一樣的機器人。 | 第2集           |
| 田中護                                   | 伍代進一                          | 馮錦堂      | 受葦母委託進行秘密調查的調查員，後被殺害。 | 第2集           |
| 三浦力                                   | 伏特☆                             | 李致林      | 操控蒼蠅型機器人的變色龍型警用機器人。蒼蠅型機器人能侵人的耳朵，使之爆炸身亡。 | 第3集           |
| 實戶江梨花                               | 女性看守員                        | 魏惠娥      | 負責監視麻陽的警局拘留所女性看守員。 | 第3集           |
| 杉浦大介                                 | 警官1                             | 蔡德鈞      | 以上2人為逮捕麻陽的警官。 | 第3集           |
| 浦島晃史                                 | 警官2                             | 劉奕希      | 以上2人為逮捕麻陽的警官。 | 第3集           |
| 信川清順                                 | 燒肉店店員                        |             | 麻陽與阿星兩人所去的燒肉店店員。 | 第3集           |
| 津村知與支                               | 川島／道爾頓☆                     | 蕭徽勇      | 打扮成上班模樣的的恐怖主義者機器人。受警察克拉伍德的指示謀劃炸死葦母及狙擊麻陽。 | 第4集           |
| 藤本隆宏                                 | 桐生貴志                          | 陳卓智      | 東加利福尼亞大學教授，黎士的好友。 | 第4集           |
| 藤本隆宏                                 | 納維☆                             | 陳卓智      | 納維是打扮成桐生模樣的暗殺機器人，與安堂洛依德是同一戰鬥部隊的朋友。為洛依德安裝味覺的程式。 | 第4集           |
| 矢崎學                                   | 醫生                              |             | 葦母的主治醫師。 | 第4－5集        |
| 志藤彩那                                 | 護士                              | 張頌欣      | 負責照料葦母的護士。 | 第4集           |
| 横山真弓                                 | 店員                              |             | 黎士與麻陽為了訂製訂婚戒指而前往的珠寶店店員。 | 第4集           |
| 辻川慶治                                 | 男學生                            |             | | 第4集           |
| 杉山真也                                 | 廣播節目主持人                    |             | TBS主播 | 第4集           |
| 江藤愛                                   | 電視節目主持人                    | 張頌欣      | TBS主播 | 第4集           |
| 大和田健介                               | 近藤                              |             | 「Enigma Engine」的員工。 | 第5集           |
| Miki Clark                               | 人群的聲音                        |             | | 第6－7集        |
| Bob Werley                               | 系統管理員的聲音                  |             | | 第6－7集        |
| 高橋努                                   | 盛田守                            | 劉奕希      | 景子的男朋友。名古屋某高中的體育老師。 | 第6集           |
| 岩井秀人                                 | 佛萊明☆                           | 陳廷軒      | 警用機型機器人，與曼德爾共謀襲擊麻陽，與洛依德對戰。 | 第6集           |
| 伊達曉                                   | 凱普拉☆                           | 黃啟昌      | 警用機型機器人。與曼德爾一樣在與對戰洛依德時趁機逃走。 | 第6－9集        |
| 谷田歩                                   | 曼德爾☆                           | 麥皓豐      | 警用機型機器人。與佛萊明共同對戰洛依德時趁機逃走。 | 第6－10集       |
| 野間口徹                                 | 沫嶋晃士                          |             | 黎士與七瀨的父親（享年38歲） | 第6集           |
| 荻野友里                                 | 沫嶋七海                          |             | 黎士與七瀨的母親（享年37歲） | 第6集           |
| 岩瀬亮                                   | 老師                              |             | | 第6集           |
| 平原哲                                   | 攝影師                            |             | 拍攝家族照片的攝影師。 | 第6集           |
| 渡邊舞                                   | 職員                              |             | 負責量身訂做結婚禮服的職員。 | 第6集           |
| 神尾佑                                   | 石川                              | 劉昭文      | 特殊捜査班（SIT）隊長。 | 第7、10集       |
| RANDY GOINS OXANA IWASAKI DANIEL JOZAGHI | 政治家                            |             | 2066年被機器人殺害的各國政要人物。 | 第7集           |
| 中川剛                                   | 2066年的機器人                    |             | | 第7集           |
| 井上真樹夫                               | 新人政治家                        | 黃子敬      | | 第8－10集       |
| 嶋田久作                                 | 醫生                              | 招世亮      | 七瀨的主治醫生。 | 第8集           |
| 川島潤哉                                 | 公安刑事1                         |             | | 第8集           |
| 中川智明                                 | 公安刑事2                         |             | | 第8集           |
| 森脇英理子                               | 護士                              |             | 病房中照料七瀨的女性護士。七瀨攻擊醫生之後失蹤，消息隨後傳至麻陽耳中。 | 第9集           |
| 中野剛                                   | 醫生                              | 張錦江      | 病房中照料七瀨的醫生。被性情凶暴的七瀨多重人格「沫嶋黎子」襲擊，一名男性護士也因此受重傷。 | 第9－10集       |
| 小村裕次郎                               | 豬瀨                              |             | | 第10集          |
| Albert Malik Balvir Singh                | 2113年的印度科學家                |             | 洛依德與神秘的美少女在海中同歸於盡，遺留的晶片於100年後由兩位科學家尋獲，之後將晶片傳回2013年，洛伊德因而得以重生。 | 第10集          |

## 工作人員
- 劇本 -  西荻弓繪、泉澤陽子
- 概念與設定協助 - 庵野秀明、鶴巻和哉、前田真宏
- 導演 - 波多野貴文、木村壽、坪井敏雄
- 音樂 - 菅野祐悟
- 製作人 - 植田博樹、坪井敏雄、長谷川晴彦（ROBOT）、安田邦弘（ROBOT）
- 製作出品 - TBS

## 用語解說
- 阿修羅系統（日語：アスラシステム）

洛伊德戰鬥時所使用的作業系統（Operating System，OS），以印地语發音「啟動（Operation）」，該作業系統有「魔鬼OS」之稱，稱為「阿修羅」。
- 庫拉西亞航空（日語：／Guransia）

第一集中，黎士所搭乘的出事班機，即2003年木村拓哉與柴崎幸兩人共同演出一劇，「香田一樹」（堤真一飾演）某年所發生飛機事故的同一家航空公司（劇中設定、非真實存在）。
- 斯培修爾光線（スペシウム光線／Spacium Ray）

初代超人力霸王及超人力霸王傑克所使用射線。
- 普朗特-格勞爾奇點

「穿著白色水手服的神秘少女」出口話語。
- 湯川系統（日語：ユカワOS）

起源於日本物理大師汤川秀树。

## 名稱的由來
- 人形機器人（英語：Android），劇中女主角使用片假名方式稱呼「日語：」，所以日本官網主頁使用「ANDO-LLOYD」諧音命名演變而來，中文諧音「安堂洛伊德」。[8]
- 安堂麻陽 - 20世紀SF代表作家亞瑟·查理斯·克拉克最初設定名字演變而來。
- 沫嶋七瀬 - 日本三大SF作家筒井康隆小説『七瀬ふたたび（日语：七瀬ふたたび）』演變而來。
- 星新造 - 日本三大SF作家星新一演變而來。
- 小松左京子 - 日本三大SF作家小松左京演變而來。
- 葦母衣朔 - 「机器人三定律」提倡者艾萨克·阿西莫夫演變而來。
- 警察人形機器人 - 在18世紀的法國科學家皮埃尔-西蒙·拉普拉斯（Pierre-Simon Laplace）諧音演變而來。
- 公安部第仇課 - 《攻殼機動隊》公安九課演變而來。

## 收視率
| 集數                                                              | 播放日期       | 日文副標題 | 中文副標題                                                         | 劇本     | 導演       | 收視率 | 備註                        |
| 第1集                                                             | 2013年10月13日 |            | 我會永遠保護你！                                                   | 西荻弓繪 | 波多野貴文 | 19.2%  | 15分鐘加長版（21:00-22:09） |
| 第2集                                                             | 2013年10月20日 |            | 母之愛，親情的羈絆                                                 | 西荻弓繪 | 波多野貴文 | 15.2%  | 10分鐘加長版（21:00-22:04） |
| 第3集                                                             | 2013年10月27日 |            | 相互接觸二人的孤獨心情                                             | 泉澤陽子 | 木村壽     | 13.2%  |                             |
| 第4集                                                             | 2013年11月3日  |            | 機器人知道愛了                                                     | 泉澤陽子 | 木村壽     | 10.3%  |                             |
| 第5集                                                             | 2013年11月10日 |            | 今晚是衝擊的第5集！機器人因為了解愛而流淚…。高潮迭起的序章就此開始 | 西荻弓繪 | 坪井敏雄   | 11.5%  |                             |
| 第6集                                                             | 2013年11月17日 |            | 溫柔的謊言・真實的悲傷                                             | 泉澤陽子 | 波多野貴文 | 11.4%  |                             |
| 第7集                                                             | 2013年11月24日 |            | 萊特！！我會保護你                                                 | 泉澤陽子 | 坪井敏雄   | 11.2%  |                             |
| 第8集                                                             | 2013年12月1日  |            | 思考產生奇蹟，誕生之夜                                             | 泉澤陽子 | 波多野貴文 | 10.7%  |                             |
| 第9集                                                             | 2013年12月8日  |            | 兄妹的羈絆～因孤獨而犯下的過錯                                     | 泉澤陽子 | 木村壽     | 10.3%  |                             |
| 最終回                                                            | 2013年12月15日 |            | 約定時刻，永恆的思念                                               | 泉澤陽子 | 波多野貴文 | 12.6%  |                             |
| 平均收視率12.8%（收視率為日本關東地區收視，由Video Research調查） |                |            |                                                                    |          |            |        |                             |

## 外部連結
- 日曜劇場『安堂ロイド～A.I. knows LOVE？～』TBS電視台官方網站 （页面存档备份，存于）（日語）
- 緯來日本台官方網站 （页面存档备份，存于）（繁體中文）
- 互联网电影数据库（IMDb）上《安堂機器人》的资料（英文）

## 節目的變遷
| TBS電視台系列 周日劇場     | TBS電視台系列 周日劇場              | TBS電視台系列 周日劇場 |
| -------------------------- | ----------------------------------- | ---------------------- |
|                            | 安堂機器 （2013.10.13－2013.12.15） |                        |
| （2013.07.07－2013.09.22） | （2014.01.12－2014.03.16）          |                        |

| 台灣 緯來日本台 週六晚間十點             | 台灣 緯來日本台 週六晚間十點     | 台灣 緯來日本台 週六晚間十點     |
| ---------------------------------------- | -------------------------------- | -------------------------------- |
|                                          | （2013.10.19－2013.12.21）       |                                  |
| 庶務二課2013 （2013.07.20－2013.09.28）    | 醫龍4 （2014.01.18－2014.04.05） |                                  |
| 週一至週五 20:00至22:00 （一天連播兩集） |                                  |                                  |
| PRICELESS人生無價 （2014年4月7日－2014年4月11日） | （2014年4月14日－2014年4月18日） | （2014年4月21日－2014年5月27日） |

| 香港 無綫網絡電視煲劇1台 另類劇場 星期日 00:00-01:00 12月22日及1月19日 00:15-01:00 | 香港 無綫網絡電視煲劇1台 另類劇場 星期日 00:00-01:00 12月22日及1月19日 00:15-01:00 | 香港 無綫網絡電視煲劇1台 另類劇場 星期日 00:00-01:00 12月22日及1月19日 00:15-01:00 |
| ---------------------------------------------------------------------------------- | ---------------------------------------------------------------------------------- | ---------------------------------------------------------------------------------- |
|                                                                                    | （2013.11.24 - 2014.01.26）                                                        |                                                                                    |
| 半澤直樹（第1集）（23:00-01:00） （2013.11.16）                                            | 女王的教室（23:00-01:30） （2014.02.01 - 2014.03.22）                              |                                                                                    |
| 香港 無綫電視翡翠台 星期日 11:00-11:55 4月26日及5月3日 10:30-11:55                 |                                                                                    |                                                                                    |
| 料理狂人 （2015.02.01 - 2015.04.19）                                               | （2015.04.26 - 2015.06.28）                                                        | （2015.07.05 - 2015.09.13）                                                        |